# 伊瓦埃尔南多
伊瓦埃尔南多，是西班牙埃斯特雷马杜拉卡塞雷斯省的一个市镇。总面积77平方公里，总人口681人（2001年），人口密度9人/平方公里。